# Bundesautobahn 270
De Bundesautobahn 270 (kortweg A270) is een Duitse autosnelweg in de deelstaat Bremen. Het vormt een verbinding tussen de Bremense wijk Farge en de A27 en is 12 kilometer lang.
De A270 is in 2001 ontstaan door omnummering van een gedeelte van de B74. Hierdoor heeft de A270 op een groot aantal plaatsen geen vluchtstrook en is de maximumsnelheid 80 km/h.